# Surveillance
Surveillance es el noveno álbum de estudio de la banda canadiense de hard rock Triumph y fue grabado en los estudios Metalworks, en Mississauga, Ontario, Canadá de febrero a julio de 1987 y fue publicado a finales de julio del mismo año.
Triumph trató de rescatar su carrera con Surveillance, sin embargo, a pesar de tener canciones como «Never Say Never» y «Headed for Nowhere» (la cual cuenta con el solo de guitarra de Steve Morse) no aportó mucho y a pesar de que tuvo cierto éxito en Canadá y Estados Unidos, no evitó que fuese fue el último álbum de estudio en que participara en su grabación el guitarrista y cantante Rik Emmett antes de su salida en 1988.
Este álbum se colocó en la 82.ª posición en la lista del Billboard 200  y el sencillo «Long Time Gone» se ubicó en el lugar 28.° del Mainstream Rock Tracks estadounidense,  mientras que en Canadá Surveillance alcanzó el 35.° lugar de la lista de la revista RPM el 26 de diciembre de 1987 y el 16 de enero de 1988,  en tanto que el sencillo «Let the Light (Shine on Me)» se posicionó en el lugar 61.°.

## Lista de canciones

### Lado A
| A Side |                               |                                         |          |  |
| N.º    | Título                        | Escritor(es)                            | Duración |  |
| 1.     | «Prologue: Into the Forever»  | Rik Emmett / Michael Levine / Gil Moore | 1:00     |  |
| 2.     | «Never Say Never»             | Emmett / Levine / Moore /Sil Simone     | 3:38     |  |
| 3.     | «Headed for Nowhere»          | Emmett / Levine / Moore / Rick Santers  | 6:08     |  |
| 4.     | «All the King's Horses»       | Emmett / Levine / Moore / Steve Morse   | 1:46     |  |
| 5.     | «Carry on the Flame»          | Emmett / Levine / Moore / Dave Tkaczuk  | 5:18     |  |
| 6.     | «Let the Light (Shine on Me)» | Emmett / Levine / Moore                 | 5:15     |  |

### Lado B
| B side |                             |                              |          |  |
| N.º    | Título                      | Escritor(es)                 | Duración |  |
| 7.     | «Long Time Gone»            | Emmett / Levine / Moore      | 5:15     |  |
| 8.     | «Rock You Down»             | Emmett / Levine / Moore      | 4:01     |  |
| 9.     | «Prelude: The Waking Dream» | Emmett / Levine / Moore      | 1:10     |  |
| 10.    | «On and On»                 | Emmett / Levine / Moore      | 3:47     |  |
| 11.    | «All Over Again»            | Roger Freeland / Joe Pizzulo | 3:58     |  |
| 12.    | «Running in the Night»      | Emmett / Levine / Moore      | 3:51     |  |

## Formación
- Rik Emmett — voz y guitarra
- Gil Moore — voz, batería y percusiones
- Michael Levine — bajo y teclados

### Formación adicional
- John Roberts — locutor (en la canción «Carry on the Flame»)
- Steve Morse — guitarra acústica en la canción «All the King's Horses» y guitarra eléctrica en la canción «Headed for Nowhere».
- Dave Traczuk — programador, sintetizador y teclados.
- Greg Loates — percusiones, programador, efectos y productor.
- Hugh Cooper — efectos de sonido
- Joel Feeney — coros
- Joel Wade — coros
- Paul Henderson — coros
- Ross Munro — coros
- John Alexander — coros
- Noel Golden — coros

## Posiciones en las listas

### Álbum
| País           | Lista         | Posición máxima |
| -------------- | ------------- | --------------- |
| Canadá         | Revista RPM   | 35.°            |
| Estados Unidos | Billboard 200 | 82.°            |

### Sencillos
|  | Año  | Sencillo                      | Lista                  | Posición máxima |
|  | ---- | ----------------------------- | ---------------------- | --------------- |
|  | 1987 | «Let the Light (Shine on Me)» | Revista RPM            | 61.°            |
|  | 1987 | «Long Time Gone»              | Mainstream Rock Tracks | 28.°            |